# Газова зброя
Газова зброя — зброя нелетальної дії, призначена для тимчасового ураження живого об'єкта і шляхом застосування речовин сльозогінної та подразнювальної дії. Відповідно до закону України, газова зброя класифікується як зброя для самооборони.
Спеціальні засоби індивідуального захисту (упаковки з аерозолями сльозоточивої та подразнюючої дії, т. з. газові балончики) газовою зброєю не вважаються.

## Історія
В ході Першої світової війни газова зброя застосовувалась як зброя смертельної дії у вигляді металевих балонів, заповнених стиснутими до рідкого стану отруйними газами (хлор, фосген, тощо). Балони встановлювалися групами (батареями) у траншеях переднього краю власних військ. Газова атака проводилась шляхом одночасного випуску газу із декількох сотень чи тисяч балонів, що створювало отруйну газову хмару, яка зносилась вітром на ворожі позиції. Газова зброя застосовувалась тільки у тому випадку, коли вітер був у бік супротивника. Необхідна ширина хмари забезпечувалась розташуванням батарей по фронту, а її глибина — кількістю батарей.
Яскравий приклад газової атаки був у 1925 році та носить назву Атака мерців — це епізод оборони фортеці Осовець на Східному фронті.
З появою артилерії та авіаційних засобів доставки отруйних речовин газова зброя втратила військове значення і поширилась як засіб особистої самооборони та як зброя несмертельної дії (у правоохоронних органах).

### США
У 1939 році в США був представлений демонстраційний зразок поліцейської рушниці-револьвера з 18-зарядним барабаном і дальністю пострілу до 100 метрів, боєприпасами до якого були 25-мм снаряди в гільзі снаряда знаходився заряд сльозогінного газу в папері. У 1941 році був представлений спрощений однозарядний варіант рушниці з боєприпасами нового типу заряд інсектициду в паперовій закупорці, зібраний в гільзі рушничного патрона, який рекламували як засіб для боротьби з комахами-шкідниками в плодових садах — один постріл забезпечував запилення дерева.

### Росія
Поява перших газових пістолетів на території СРСР відбулась у 1985 році. Ринок газових пістолетів та револьверів з'явився у 1993 році, після прийняття закону про зброю. Разом с цим законом у Росії ІжМаш випустив газовий пістолет Іж-76, який фактично скопійований з німецького Reck-G5. Іж-76 не мав сильної популярності, але у нього були свої переваги, такі як меша ціна, підвищена надійність у використанні.
Згодом, випустили газовий пістолет ІЖ-79, який став найзручнішим зразком такої зброї та був створений на базі пістолета Макарова. Він випускається у трьох варіантах: під калібр 7,6 мм, 8 мм, 9 мм. Пістолет зберіг всі позитивні особливості пістолета Макарова: ударно-спусковий механізм подвійної дії (з самовзводом) та надійний прапорцевий запобіжник. Вага пістолета 0,73 кг, габарити 161×127×30,5 мм. Місткість магазина 8 патронів. Дальність ефективної поразки цілі до 3-х метрів. Але під натиском МВД Іж-79 під 9 мм патрон, був вилучен з виробництва, через те що його почали переробляти під стрільбу бойовими патронами. Найменший з російських газових пістолетів — ІЖ-78, створений на базі пістолету Самозарядного Малогабаритного (ПСМ).

## Конструкція
У більшості випадків, газова зброя має зовнішню схожість із бойовою вогнепальною зброєю тому, що виробляють на основі бойових моделей з доопрацюванням, яке виключає стрілянину бойовими патронами. Тим не менш, зовнішній вигляд дульного зрізу, маркування та деякі інші деталі дозволяють досвідченій людині легко відрізнити газову зброю від бойової. Випускаються калібру від 5,6 до 9 мм. Слід також враховувати, що відповідно до криміналістичних вимог більшість моделей газової зброї відрізняється невисокою механічною міцністю, її деталі часто виготовлені з легких і порошкових сплавів і навіть пластмаси. Також, поворотні пружини газових пістолетів виготовлені з матеріалів, що відрізняються від бойових аналогів. Ступінь натягу пружин відповідає в газових пістолетах газового боєприпасу, бо використання інших пружин технологічно протипоказане. 

## Класифікація газової зброї

###### Види газової зброї
1. газовий пістолет, газовий револьвер - газова зброя, яка може вистрілювати на відстань до 2,5–3,5 м. та для стрільби тільки газовим зарядом, що міститься в газовому патроні. Наприклад газовий пістолет Бліц, корпус якого два змінні балончики, струминного та аерозольного типу.
2. гранатомети — це великокаліберні рушниці, споряджені розривними гранатами з отруйною речовиною несмертельної дії.

###### Види змінних балонів
- аерозольний — застосовується на відкритому просторі, оскільки має великий радіус ураження у вигляді хмари;
- струминний — впливає на нападаючого струменем рідини, що характеризує його як захисний засіб у закритих приміщеннях.

## Законодавство
Дозволи на придбання і зберігання (носіння) газових пістолетів і револьверів та патронів до них видаються органами внутрішніх справ громадянам, які досягли 18-річного віку, та які мають висновок або довідку з медичного закладу (лікувально-кваліфікаційної комісії) встановленої форми про те, що за станом здоров'я вони можуть володіти (користуватися) спеціальними засобами самооборони та ознайомлені з порядком їх зберігання (носіння) і застосування. В Україні кількість газових пістолетів (револьверів), які можуть бути у власності громадян, не обмежується..
Термін дії дозволу на носіння та зберігання газової зброї — три роки. Для його продовження потрібно звернутись до місця отримання (дозвільної системи), не пізніше одного місяця до закінчення попереднього дозволу.
На території України заборонена газова зброя, споряджена нервово-паралітичними, отруйними, а також іншими речовинами, не дозволеними до застосування міністерством охорони здоров'я країни, також газова зброя, здатна завдати шкоди середньої тяжкості людини, що знаходиться на відстані більше одного метра